# Cartuja de San Martino
La cartuja de San Martino (en italiano: certosa di San Martino, también conocida como cartuja de San Martín y cartuja de Nápoles) es una cartuja de Nápoles situada en la colina del Vomero, al lado del castel Sant'Elmo. Constituye uno de los mayores complejos monumentales religiosos y uno de los mejores ejemplos de la arquitectura barroca de la ciudad junto con la real capilla del Tesoro de san Jenaro, además de ser un lugar fundamental para la pintura napolitana del siglo XVII. Cuenta con unas cien salas, dos iglesias, cuatro capillas, tres claustros y unos jardines colgantes.
Cronológicamente fue la segunda cartuja de Campania, construida diecinueve años después que la de San Lorenzo en Padula y cuarenta y seis antes que la de San Giacomo en Capri. Tras la unificación italiana recibió el título de monumento nacional y desde 1866 alberga el Museo Nacional de San Martino, creado con el objetivo de relatar la historia artística y cultural de la ciudad.

## Historia

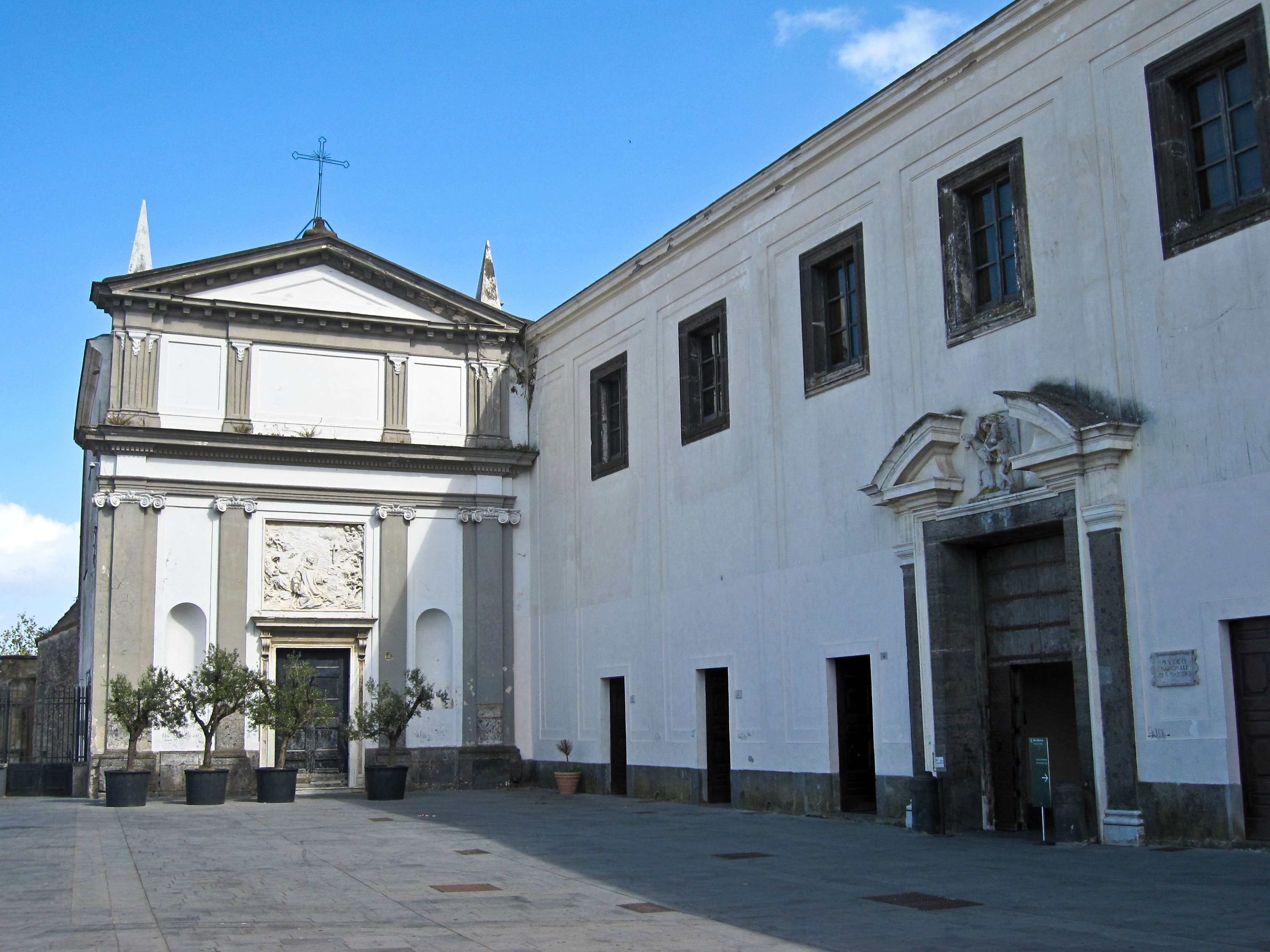
A la izquierda está la fachada de la iglesia de las Mujeres, a la derecha está la entrada a la cartuja.

En 1325, en la cima de la colina de Sant'Erasmo, Carlos de Anjou, duque de Calabria, primogénito de Roberto I de Nápoles, hizo erigir un monasterio para la Orden de los Cartujos, la preferida de la casa real francesa. Los arquitectos que iniciaron la construcción de la cartuja fueron los mismos que estaban trabajando en esos mismos años en el castillo adyacente de Belforte (más conocido como Castel Sant'Elmo): Tino di Camaino y Francesco di Vito, a quienes sucedieron en 1336, tras la muerte de Camaino, su alumno Attanasio Primario y Giovanni de Bozza. La cartuja fue inaugurada y consagrada en 1368, bajo el reinado de la reina Juana I de Nápoles, pese a que los cartujos habían tomado posesión del monasterio ya desde 1337. Sin embargo, de la primitiva solución arquitectónica de la construcción se conservan solo unos pocos elementos en el interior del complejo religioso: son reconocibles algunas aperturas con arquitos de estilo catalán que se encuentran en el antiguo refectorio, usadas probablemente como pasaplatos, sacadas a la luz en una restauración reciente. Más importantes, debido a que ponen de manifiesto el diseño gótico original del edificio, son los espacios subterráneos de la cartuja, abiertos al público en 2015, que demuestran probablemente como la obra de Camaino englobó estructuras preexistentes relacionadas con el castillo de Belforte excavadas en el interior de la colina, que sirven como sótano de la cartuja.

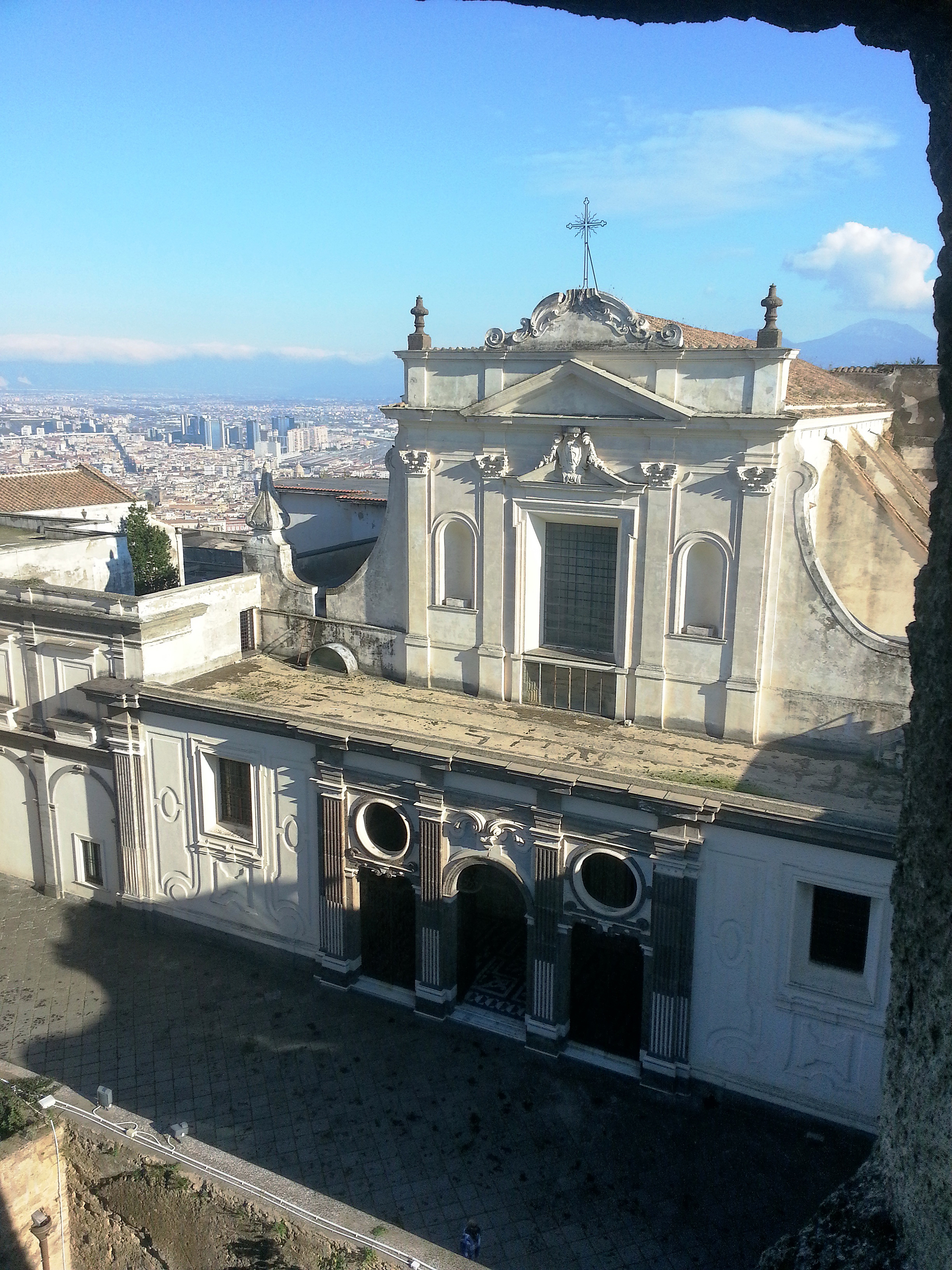
La iglesia principal vista desde el Castel Sant'Elmo.

El complejo fue dedicado a san Martín de Tours hacia la segunda mitad del siglo XVI, probablemente debido a la presencia en el lugar de una antigua capilla preexistente dedicada a él. Bajo el impulso de la Contrarreforma la cartuja fue modificada según criterios más modernos y grandiosos, tanto que a finales del siglo XVI el complejo sufrió remodelaciones y ampliaciones en estilo tardomanierista y barroco. Las obras fueron confiadas desde 1589 hasta 1609 a Giovanni Antonio Dosio, que fue el primer artífice de gran parte de las transformaciones que recibió el complejo, ocupándose del nuevo diseño arquitectónico del complejo conventual. Dosio remodeló el claustro grande del siglo XIV, al cual añadió más habitaciones para los monjes, cuyo número estaba creciendo exponencialmente, construyó el claustro de los procuradores, y amplió la iglesia con la edificación de las capillas laterales y de las estancias laterales a la zona del ábside: por un lado, el coro y el salón; y por el otro, el refectorio y la capilla del Tesoro Nuevo. A esta época se deben los encargos pictóricos que decoran las salas internas, confiados a artistas como el Caballero de Arpino, su hermano Bernardino Cesari, Belisario Corenzio, Giovanni Baglione, Lazzaro Tavarone, Andrea Lilli y Avanzino Nucci. La parte escultórica se debe predominantemente al trabajo de Pietro Bernini, Michelangelo Naccherino y Giovan Battista Caccini.
Desde 1618 hasta 1623 la dirección de las obras pasó a Giovan Giacomo di Conforto, que se ocupará de completar el proyecto de Dosio, mientras que desde 1623 hasta 1656 dejó su impronta artística el arquitecto Cosimo Fanzago, artífice del aspecto barroco que asumió el complejo. Se deben a Fanzago la fachada de la iglesia y las decoraciones de mármol de su interior y de sus capillas, los bustos de mármol que decoran las paredes de los pórticos del claustro grande y el cementerio del prior, que se convertirá en el modelo para el de la cartuja de Padula construida algunas décadas después. Los pintores que trabajaron en esta fase fueron los mejores artistas de la pintura napolitana del siglo XVII: Jusepe de Ribera, Luca Giordano, Battistello Caracciolo, Paolo Finoglio, Massimo Stanzione y los emilianos Guido Reni y Giovanni Lanfranco.
En la primera mitad del siglo XVIII las obras pasaron a Nicola Tagliacozzi Canale, que se dedicó sobre todo a la reconstrucción de los espacios ocupados por el prior, cuyas salas fueron decoradas con frescos por Crescenzio Gamba, y posteriormente a Domenico Antonio Vaccaro. En esta fase, los dos arquitectos fueron ayudados principalmente por Francesco Solimena y Francesco De Mura para las decoraciones pictóricas.
En 1799 los cartujos fueron expulsados por jacobinismo, volviendo en 1804 para ser expulsados nuevamente en 1807. En 1836 fueron readmitidos de nuevo y expulsados definitivamente en 1866, cuando se anexionó a la cartuja el museo nacional homónimo, convirtiéndose así, por petición de Giuseppe Fiorelli, en bien monumental propiedad del Estado italiano.

## Descripción

### Planta
| ██ Iglesia de las Mujeres ██ Patio ██ Iglesia principal 1. Pronaos 2. Nave 3. Capilla de san Jenaro 4. Capilla de san José 5. Capilla de san Bruno 6. Capilla de la Asunción 7. Capilla de san Nicolás (antigua sacristía) 8. Capilla de san Martín 9. Capilla del Bautista 10. Capilla de san Hugo 11. Capilla del Rosario 12. Ábside 13. Sacristía 14. Pasadizo 15. Capilla del Tesoro Viejo 16. Capilla del Tesoro Nuevo 17. Sala capitular 18. Coro de los conversos 19. Pasadizo 20. Salón 21. Refectorio 22. Chiostrino 23. Capilla de la Magdalena ██ Museo Nacional de San Martino ██ Claustro grande ██ Cementerio de Fanzago ██ Cuarto del prior ██ Pasillo de Fanzago ██ Claustro de los procuradores ██ Farmacia | Planta. |

### Plaza y patio de honor
En la plaza exterior al complejo de la cartuja está a la izquierda la iglesia de las Mujeres, obra de Giovanni Antonio Dosio, decorada con estucos del siglo XVII, llamada así porque estaba destinada a uso exclusivo de las mujeres, a las que estaba prohibido acceder a la cartuja. A la derecha está la entrada, caracterizada por un vestíbulo en el que hay un escudo de la casa de Anjou y un fresco que representa a San Bruno; desde la entrada se puede acceder al patio de honor realizado también por Dosio, a la izquierda del cual se encuentra la iglesia principal de la cartuja.

### Iglesia

#### Fachada y pronaos

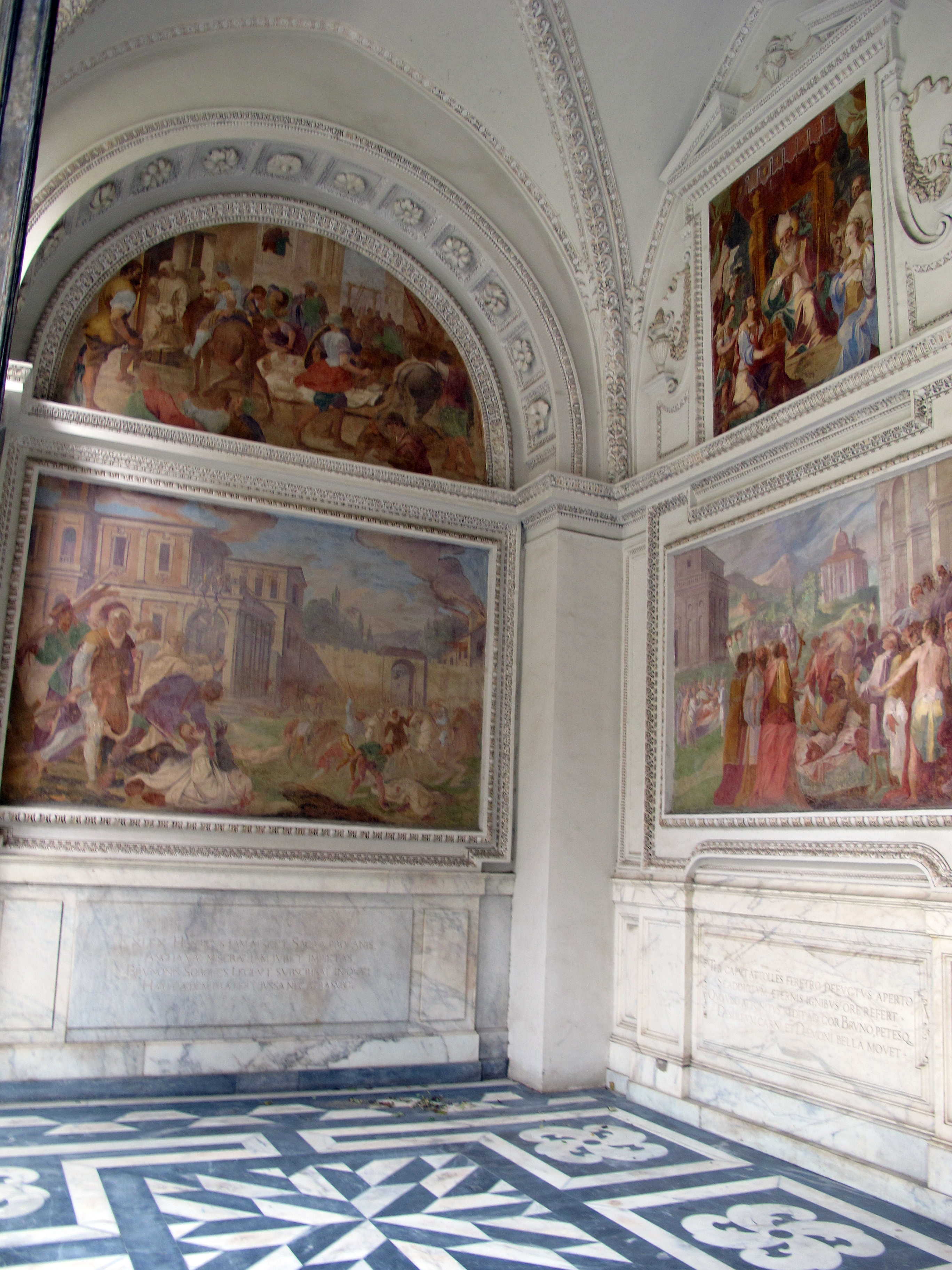
Frescos en el pronaos de la iglesia.

La fachada de la iglesia del siglo XIV fue remodelada primero a finales del siglo XVI por Dosio, que transformó el pronaos de cinco a tres arcos obteniendo así dos capillas en la contrafachada de la iglesia, la del Rosario y la de san José, y posteriormente por Cosimo Fanzago, que construyó en la primera mitad del siglo XVII una serliana para enmascarar la fachada precedente; la parte superior y las paredes laterales son obra de Nicola Tagliacozzi Canale.
Las paredes del pronaos se caracterizan por los frescos del Caballero de Arpino, de Micco Spadaro, Giovanni Baglione y Belisario Corenzio. Al primero se le atribuyen los dos ángeles sosteniendo el escudo CART colocados sobre el busto del papa Pío V, este último obra de un autor napolitano desconocido de finales del siglo XVI y colocado sobre el portal de entrada, cuya puerta de madera tallada con figuras de santos data de los primeros años del siglo XVII. En la misma pared frontal están representadas en cuatro grandes paneles las escenas de Carlos duque de Calabria ofreciendo la iglesia al obispo san Martín, arriba a la izquierda y obra de Baglione de en torno a 1591, mientras que abajo está la obra de Corenzio Bruno de Colonia viendo milagrosamente a Raimondo Diocres condenado al infierno, datada en 1632. También son de Corenzio los otros dos paneles a la derecha del portal: La reina Juana I ofreciendo la custodia de la iglesia a san Bruno arriba y El sueño de san Hugo que indica el lugar de Cartusia abajo, ambos datados también en 1632.
Las paredes laterales del pronaos tienen por último otros cuatro grandes paneles con frescos de Spadaro datados entre 1651 y 1656: a la izquierda están las escenas de Historias de santos cartujos arriba y La destrucción de una cartuja en Inglaterra abajo; a la derecha están en ambos paneles Historias de torturas infligidas a los cartujos en Inglaterra por parte del rey Enrique VIII Tudor.

#### Interior

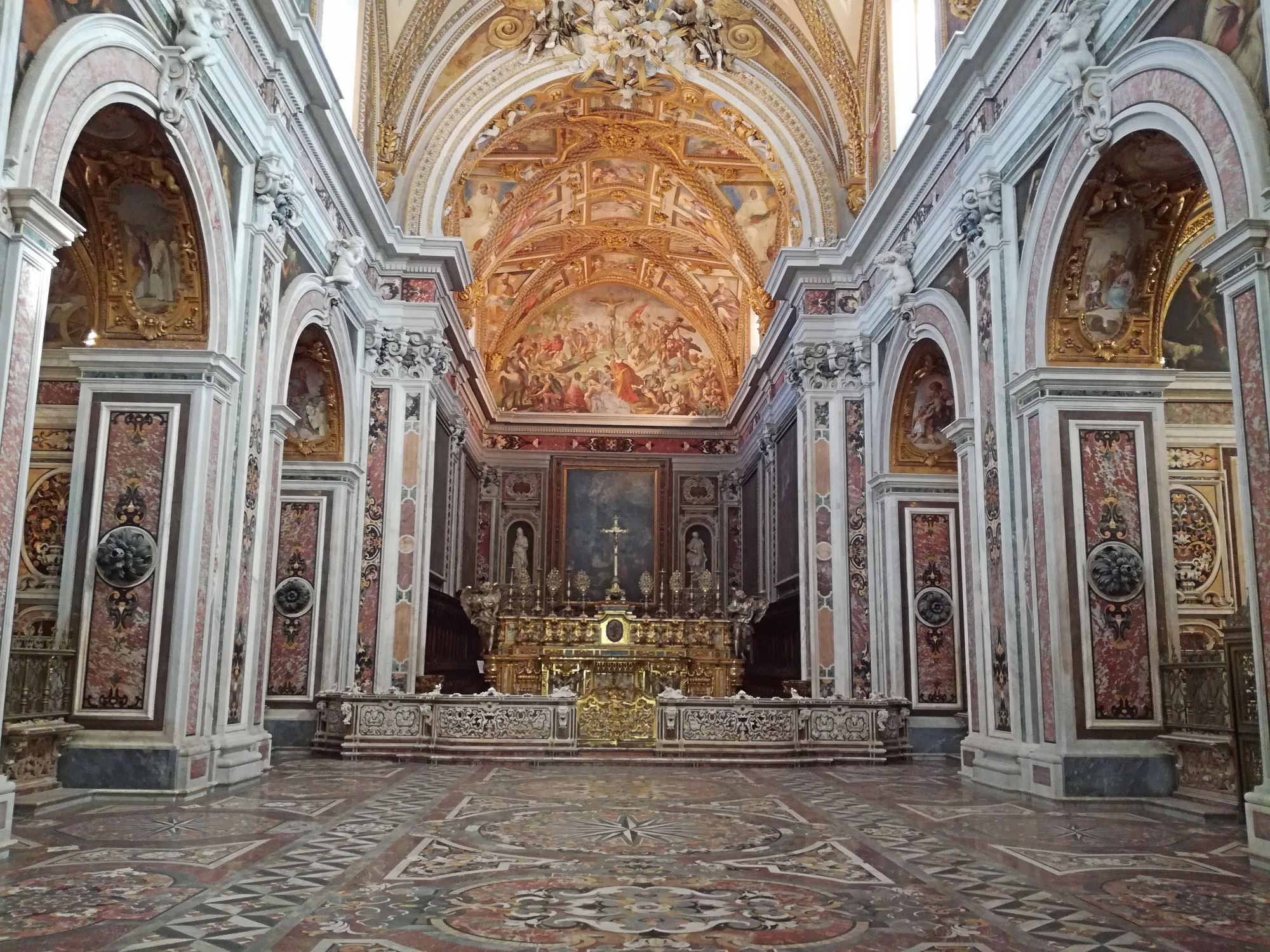
Interior de la iglesia.

La iglesia se compone de una nave única con ocho capillas laterales y otras salas (una sacristía, un coro, un refectorio, una sala capitular, varias capillas y un salón) que se suceden a los lados de la zona del ábside. Esta presenta en su conjunto un nivel de decoración interior, tanto pictórica como escultórica, realizada entre los siglos XVI y XVIII que la hacen una de las más importantes de la ciudad. Las esculturas interiores son fruto predominantemente de la obra de Cosimo Fanzago, que fue llamado a remodelar la cartuja desde 1623 hasta 1656, ocupándose en esta ocasión también de reconstruir la fachada exterior de la iglesia.
El ábside es profundo y rectangular con un pavimento de mármol de Fanzago estilísticamente en línea con el de la nave. Alberga un grandioso coro de madera de los monjes, datado en 1629 y ejecutado por Orazio De Orio, y un altar mayor de madera dorada y mármol falso ejecutado según el proyecto de Francesco Solimena, realizado para servir como modelo de un original que se habría debido componer de mármol verdadero pero que sin embargo nunca fue realizado y por esto se utilizó el modelo desde su ejecución, en torno al 1705, como altar de la iglesia. Los putti que decoran los lados del palio son de principios del siglo XVIII y obra de Giacomo Colombo, mientras que los ángeles de la parte superior del altar son de Giuseppe Sanmartino y están datados en 1768. En la pared de fondo del ábside están dispuestas en dos hornacinas laterales las estatuas que representan la Vida activa de Pietro Bernini, a la derecha, y la Vida contemplativa de Giovanni Battista Caccini a la izquierda; la escultura en cobre dorado de la Inmaculada colocada abajo en el centro de la pared frontal es de Gennaro Monte del 1682. Los frescos de la bóveda con las Historias del Antiguo y el Nuevo Testamento con evangelistas, doctores de la iglesia, profetas y santos cartujos son del Caballero de Arpino y de su hermano Bernardino Cesari, realizados entre 1591 y 1596, mientras que es de Giovanni Lanfranco la Crucifixión en la luneta frontal, realizada entre 1638 y 1640, bajo la cual hay además un lienzo que representa la Natividad, obra de Guido Reni del 1642. En la pared derecha están los lienzos que representan la Última cena (1639) de Massimo Stanzione y la Institución de la eucaristía (finales del siglo XVI) de Carletto Caliari; en la izquierda están la Comunión de los apóstoles (1651) de Jusepe de Ribera y el Lavatorio de los pies (1622) de Battistello Caracciolo. Desde la zona del ábside se accede por último a las otras estancias del complejo. El presbiterio está precedido antes del altar mayor por una suntuosa barandilla de mármol, piedras preciosas y bronce dorado realizada por Filippo Belliazzi en 1761 según el diseño de Nicola Tagliacozzi Canale y Sanmartino.
El pavimento de mármol de la nave es un proyecto de Fanzago. Sin embargo, el arquitecto no consiguió terminarlo a causa de una violenta controversia con los cartujos, producida en 1656, que lo hizo interrumpir cualquier relación con ellos dejando incompletos muchos proyectos, que fueron completados por Bonaventura Presti, que asumió la dirección de las obras en todo el complejo y al cual se debe el diseño definitivo de la iglesia. El pavimento fue realizado por Presti entre 1664 y 1665 en mármoles policromos, constituyendo un gran ejemplo del arte de la talla del mármol; se trata de una solución decorativa que produce una aparente tridimensionalidad y un extraordinario impacto visual para quien visita la iglesia.
La bóveda de la nave está enriquecida por un ciclo pictórico que enmascara las estructuras a crucero de la cubierta; los frescos fueron realizados entre 1636 y 1639 y constituyen una de las obras más importantes y valiosas del pintor emiliano Giovanni Lanfranco, el cual quería retomar las escenas de la Ascensión de Cristo con ángeles y beatos y de Apóstoles presentes en los laterales de las ventanas.
En la contrafachada, a los lados del portal de entrada, hay dos estatuas de Fanzago, que sin embargo fueron terminadas por Alessandro Rondone, y también cerca del portal están colocados bajo dos cornisas de mármol los lienzos que representan a Moisés y Elías de Ribera, que sustituyeron a dos frescos del Caballero de Arpino con el mismo tema que no obstante se han conservado intactos bajo los lienzos. Por último, sobre el portal principal hay una Piedad de Massimo Stanzione del 1638, que sustituyó a un fresco de Andrea Lilli expuesto actualmente en una sala del cuarto del prior de la cartuja.

##### Capillas laterales
Las capillas laterales de la nave son ocho, cuatro a cada lado, dos de las cuales fueron añadidas en el curso del siglo XVII en las esquinas de la contrafachada, y obligaron a la readaptación de la fachada exterior de la iglesia con una reducción de los cinco arcos del pronaos a tres. Las barandillas de todas las capillas, así como la decoración de mármol de las de san Bruno y de san Juan Bautista, son de Fanzago, a quien se deben también los festones de fruta sobre los pilares y cuatro putti de mármol sobre los arcos de acceso a las capillas, donde hay además una serie de doce lienzos con Profetas y Patriarcas de Jusepe de Ribera.

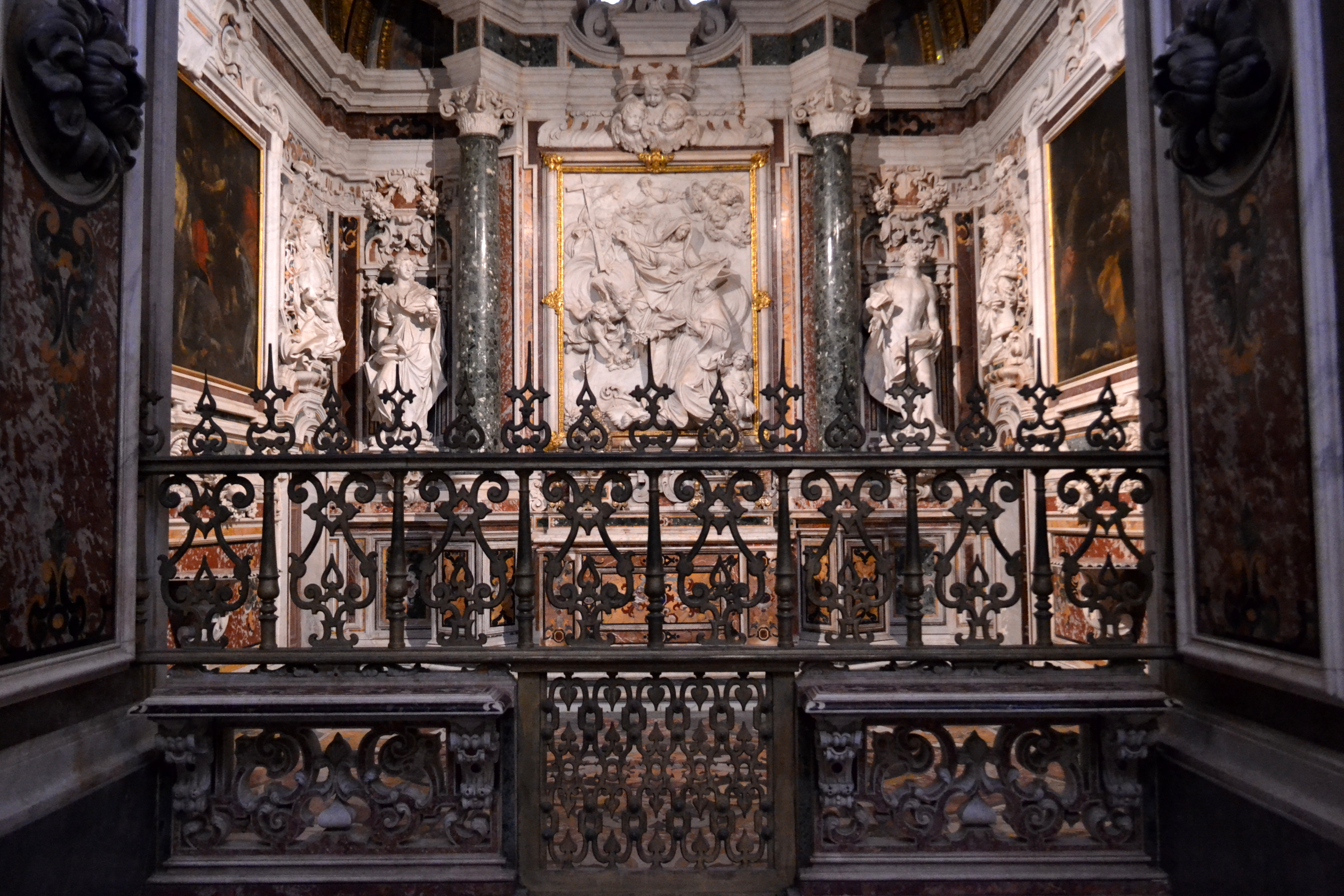
Capilla de san Jenaro.

La primera capilla de la izquierda está dedicada a san Jenaro; su decoración de mármol, datada en 1620, se basa en el estilo de Dosio y de Conforto, y en el de Fanzago en lo que concierne a los estucos. Los cuadros de la Decapitación de san Jenaro y del Martirio de san Jenaro, así como los ciclos de frescos de la bóveda con las Historias del santo y San Jenaro en la gloria, todos datados en 1632, son de Battistello Caracciolo, mientras que las esculturas que decoran la estancia son de Domenico Antonio Vaccaro, datadas entre 1709 y 1719, y son La Virgen y la Trinidad entregan las llaves de la ciudad a san Jenaro, en un altorrelieve, la estatua de la Fe, la del Martirio y los cuatro medallones con los Evangelistas. Una puerta a la izquierda de la capilla da acceso a la capilla de san José, también decorada por el mismo Domenico Vaccaro, que realizó los estucos dorados que la caracterizan, y por lienzos de Paolo De Matteis datados en torno a 1718.

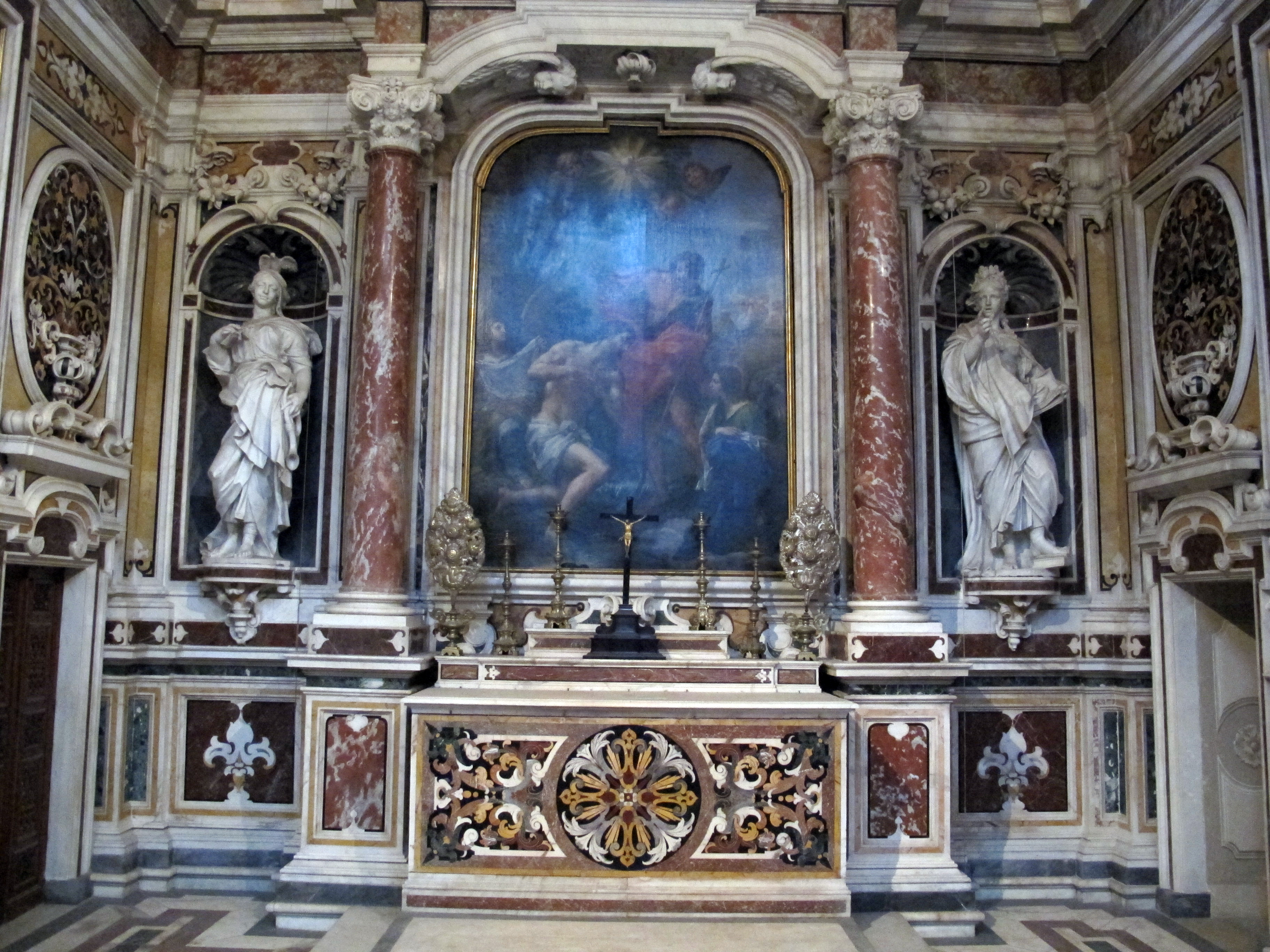
El altar de la capilla de san Juan Bautista, con el Bautismo de Cristo de Maratta detrás.

La segunda capilla de la izquierda de la nave es la de san Bruno, cuyas decoraciones en mármol datadas entre 1631 y 1636 son de Fanzago, cuando estaba al mando de las obras de la cartuja. Los cuadros que decoran las paredes son de Massimo Stanzione y están datados entre 1633 y 1637: San Bruno da la regla a sus seguidores, el Conde Roger delante de san Bruno y la Aparición de la Virgen y de san Pedro a los cartujos de Grenoble. Al mismo pintor napolitano se deben los frescos de la bóveda de la misma época de los cuadros, que representan a San Bruno llevado al cielo por los ángeles, el Asedio de Capua por parte del conde Roger y la Curación de los enfermos en la fuente milagrosa. Por último, las esculturas de la Soledad y la Penitencia datadas entre 1705 y 1708 son de Lorenzo Vaccaro (aunque finalizadas posteriormente por Domenico Antonio), a quien se debe también el pavimento de mármol y dos putti.
La tercera capilla de la izquierda es la de la Asunción. Esta muestra una decoración del siglo XVII completada en el siglo XVIII por Nicola Tagliacozzi Canale; sobre el altar y en las paredes hay cuadros de Francesco De Mura con la Anunciación, la Asunción y la Visitación. En la bóveda y en las lunetas hay frescos de en torno al 1626 con Historias de María, de Battistello Caracciolo; las esculturas de la Virginidad y de la Recompensa, así como los dos putti en el altar son de Giuseppe Sanmartino y están datados en 1757. Una puerta a la derecha de la capilla conduce a la de san Nicolás, antigua sacristía, donde en las paredes hay frescos de 1632 de Belisario Corenzio con los Martirios de las santas Águeda y Catalina, y un retablo datado en 1636 de Pacecco De Rosa que representa a San Nicolás.
La primera capilla de la derecha, dedicada a san Hugo, presenta una decoración de mármol de 1617-1622 aproximadamente obra de Jacopo Lazzari y Felice de Felice. Los cuadros en las paredes son uno de Stanzione, la Virgen entre los santos Hugo y Anselmo del 1644, y dos de Andrea Vaccaro, San Hugo resucitando a un niño muerto y Reconstrucción de la abadía de Lincoln (ambos de 1652); los frescos en la bóveda y en las lunetas son de Corenzio y tienen por tema las Historias de la vida de san Hugo (1632). Las esculturas de Matteo Bottiglieri que caracterizan la estancia son la Beata Margarita de Dijon, la Beata Rosellina de Villanova, el Beato Nicola Albergati, San Bruno y algunos putti y querubines decorativos, todas estas obras datadas en torno a 1725. A la derecha una puerta conduce a la capilla del Rosario, en la cual la decoración en estuco, el pavimento y los tres lienzos en las paredes son obra de Domenico Antonio Vaccaro, mientras que es de Caracciolo el cuadro sobre la contrafachada sobre los Santos Genaro, Martín y otros, proveniente de la capilla de San Jenaro de la misma iglesia.
La segunda capilla de la derecha está dedicada a san Juan Bautista. Decorada por Fanzago en 1631, tiene un cuadro de Carlo Maratta del 1710 con el Bautismo de Cristo, dos de Paolo De Matteis del 1708, el Cristo que señala el Bautista a sus discípulos y Juan Bautista predicando en el desierto, y dos lienzos de Stanzione, Salomé ofreciendo la cabeza del Bautista a Herodes y la Decapitación del Bautista, ambos de en torno a 1643. A este último autor se deben también los frescos de la cúpula con el Bautista liberado del Limbo y conducido en la gloria celeste por Cristo y las Virtudes cardinales en las pechinas. Las esculturas de principios del siglo XVIII de la Elocuencia y de la Buena fama son de Lorenzo Vaccaro, que hizo también la pavimentación en 1704, aunque fueron terminadas posteriormente por su hijo Domenico Antonio.
La tercera y última capilla de la derecha está dedicada a san Martín. La decoración de mármol del primer cuarto del siglo XVII de Nicola Botti y Salvatore Ferraro fue remodelada por Nicola Tagliacozzi Canale y por Sanmartino a mediados del siglo XVIII. La capilla está embellecida a los lados del altar con las esculturas que representan al Putto que sostiene un candelabro, la Fortaleza y la Caridad de Giuseppe Sanmartino, datadas en 1757; los frescos del 1631 son de Paolo Finoglio y representan las Historias de la vida de san Martín, los Funerales del santo y el Santo apareciéndose al emperador Valentiniano, mientras que los dos lienzos laterales son obra de Francesco Solimena de en torno al 1732, con el Cristo apareciéndose en sueños a san Martín y San Martín dividiendo la capa con el pobre, y el de la pared frontal San Martín y ángeles de Caracciolo (1625).

#### Sacristía y capillas del Tesoro

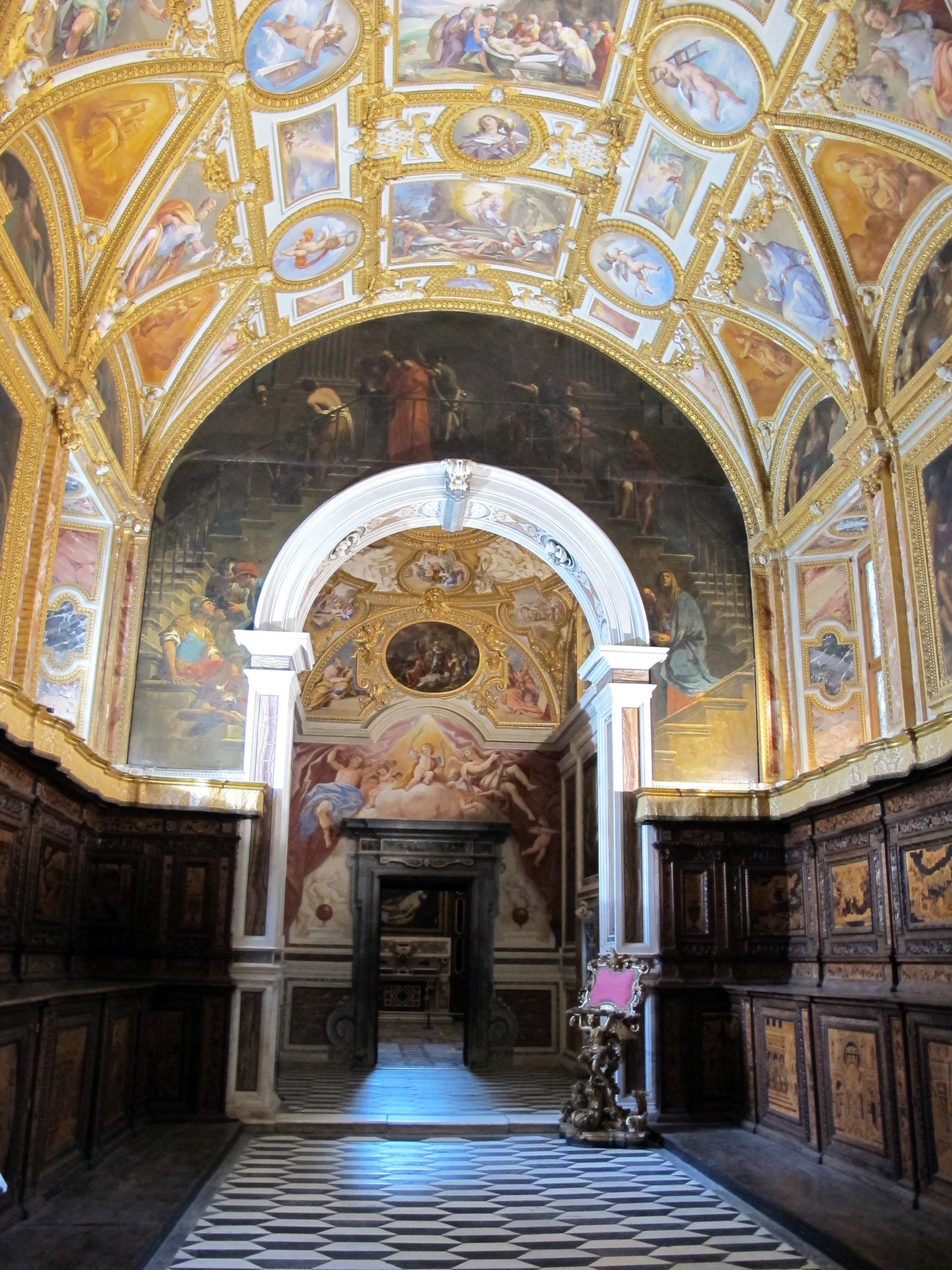
La sacristía mirando hacia el pasadizo.

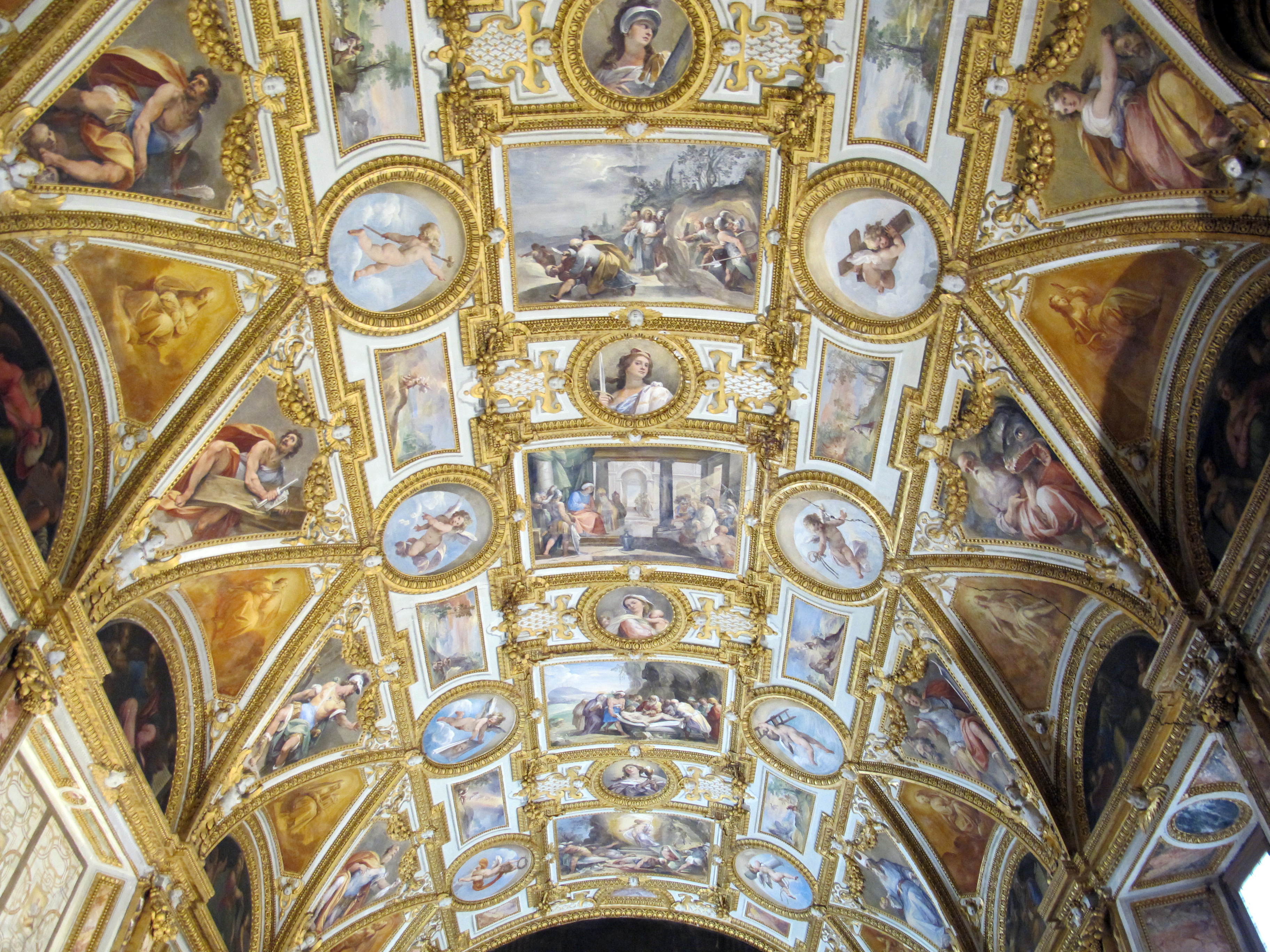
Detalle de la bóveda decorada con frescos por el Caballero de Arpino (1596-97).

En el lado izquierdo de la zona absidial de la iglesia, una puerta conduce a la sacristía, decorada en su bóveda con frescos datados 1596-1597 del Caballero de Arpino con las Historias de la Pasión de Cristo, Virtudes, Putti con símbolos de la Pasión, Historias del Antiguo Testamento, Alegorías de virtudes y Personajes de las Sagradas Escrituras. En las paredes de la sala están colocados muebles con incrustaciones de finales del siglo XVI, cuyos talladores fueron Nunzio Ferraro y Giovan Battista Vigilante, mientras que las incrustaciones se deben a los flamencos Enrique de Utrecht, Lorenzo Ducha y Teodoro de Vogel, que representaron las Historias de las Sagradas Escrituras y el Apocalipsis. En las dos paredes frontales hay, a un lado, una Crucifixión del Caballero de Arpino datada en torno a 1592 con una Negación de san Pedro debajo atribuida a un anónimo caravaggista, ambas colocadas en la contrafachada, y al otro lado, en el arco de la pared del fondo, un Ecce Homo del 1644 de Massimo Stanzione. Por último, otros cuadros colocados entre las ventanas a lo largo de las franjas superiores de las paredes laterales son de Lazzaro Tavarone y tienen por tema Sibilas, Profetas e Historias de la Pasión, todos ellos datados en 1594.
Sigue a la sacristía un pequeño espacio de forma cuadrada decorado con frescos en la bóveda de Massimo Stanzione del 1644 con Historias del Antiguo Testamento, Evangelistas e Historias de Cristo, mientras que son de Paolo De Matteis los frescos con los ángeles que sostienen símbolos, datables en torno a la segunda mitad del siglo XVII. Dos puertas colocadas una en la pared de la izquierda y la otra en la frontal conducen la primera a la capilla del Tesoro Viejo, que antiguamente albergaba el tesoro de la cartuja, destruido posteriormente en el curso de los siglos, y la segunda a la del Tesoro Nuevo, datable en la segunda mitad del siglo XVII.
En las paredes y en la bóveda del Tesoro Viejo hay frescos de Micco Spadaro del 1640, que representan la Caída del maná y Moisés con las tablas de la ley, y de Viviano Codazzi, que realizó algunas decoraciones en perspectiva.

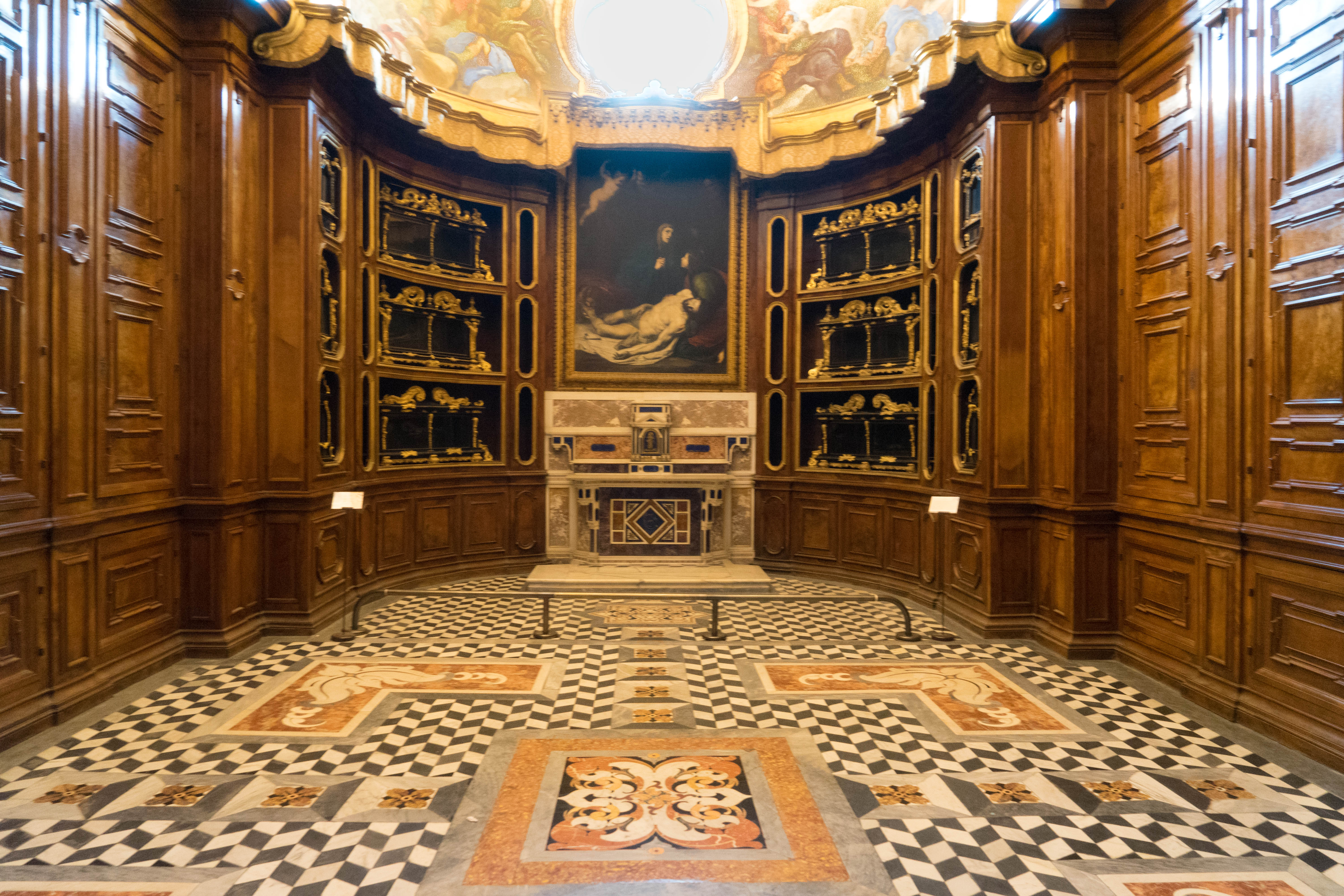
La capilla del Tesoro Nuevo.

La capilla del Tesoro Nuevo es fruto de la voluntad del monje Bonaventura Presti, a quien se debe el proyecto de la nueva sala que albergaría el tesoro, que ya no encontraba suficiente espacio en la más pequeña capilla vieja. La sección central de la bóveda fue decorada con frescos por Luca Giordano en torno al 1704 con el Triunfo de Judit, mientras que a los cuatro lados hay heroínas del Antiguo Testamento: Termutis, Débora, Seile y Jael. También son de Giordano los frescos en el ábside, donde está la Adoración de la serpiente de bronce, y los de las cinco lunetas laterales con la Caída del maná y Moisés dividiendo las aguas en la de la derecha, el Horno de Nabucodonosor y Abraham e Isaac subiendo la montaña en la de la izquierda, y el Sacrificio de Aarón en la contrafachada. Por último, también se deben al pintor napolitano las figuras alegóricas y los putti en los arcos, que completan así este ciclo, que es la última obra documentada de Giordano. Decoran la capilla muebles colocados en las franjas inferiores de las paredes laterales, en los que se conservaba el tesoro de la cartuja, fundido posteriormente a finales del siglo XVII por Fernando I de las Dos Sicilias para poder disponer de fondos útiles para sostener los gastos derivados de la guerra contra los franceses. La pared frontal se caracteriza por un altar de 1610 del florentino Giovanni Selino sobre el cual está el célebre retablo de la Piedad de Jusepe de Ribera, datado en 1637; por último, a los lados, dentro de dos hornacinas hay relicarios de finales del siglo XVII de Gennaro Monte.

#### Sala capitular, coro de los conversos y salón

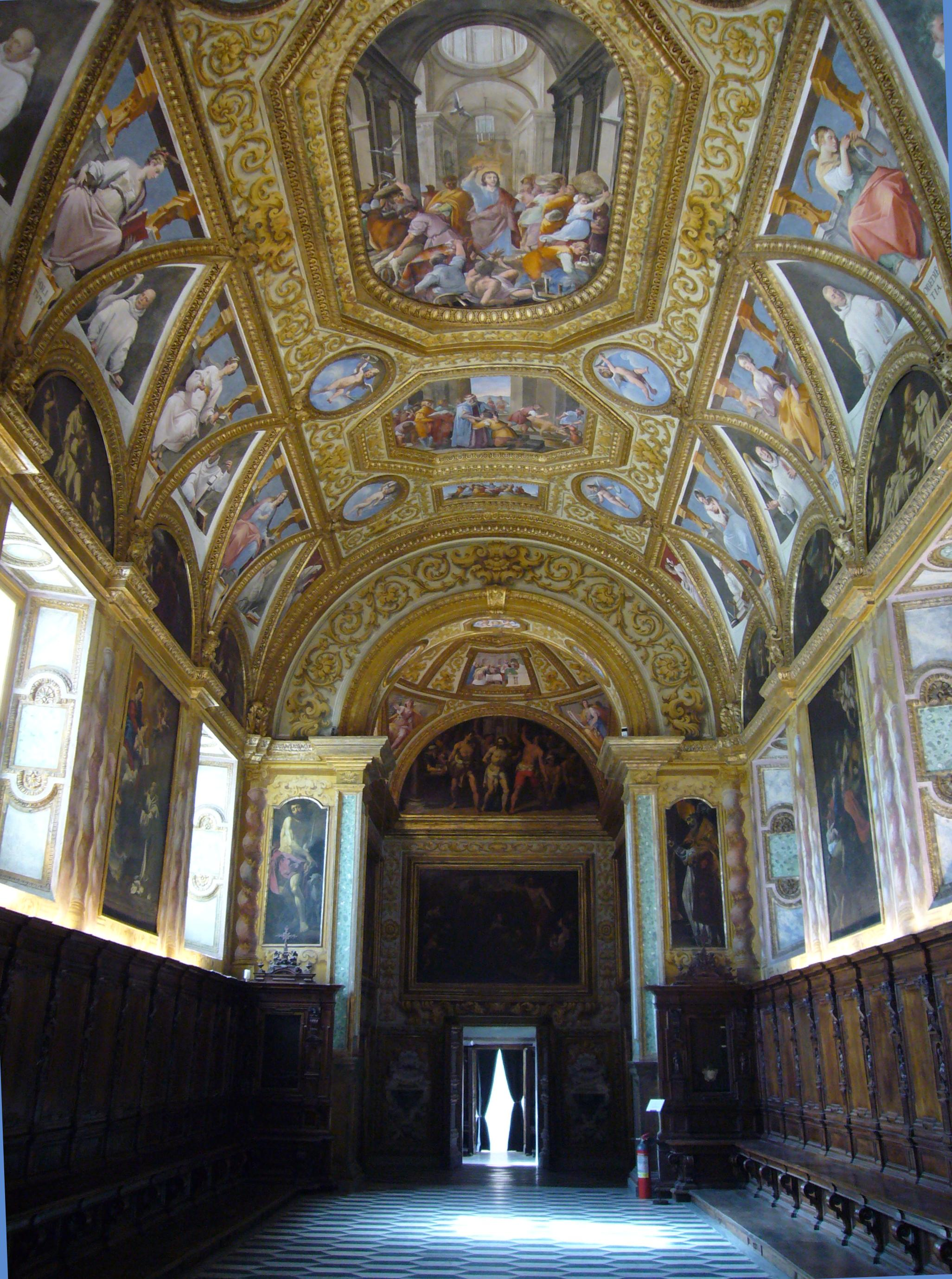
La sala capitular.

Desde la puerta situada en la pared derecha de la zona absidial de la iglesia se llega a la sala capitular, donde en la bóveda hay frescos de Belisario Corenzio con las Parábolas evangélicas y las Virtudes cartujas, datados en 1624, y en la luneta de la contrafachada, con el Cristo y la adúltera. A lo largo de las paredes laterales de la estancia, intercalados con las ventanas, hay una serie de cuadros: una agitada escena de la Circuncisión de Paolo Finoglio del 1626, una Visión de san Bruno de en torno a 1625 de Simon Vouet, una Adoración de los magos de Battistello Caracciolo del 1626 y por último una Adoración de los pastores de Massimo Stanzione, también del 1626. Sobre la puerta de entrada está el lienzo de la Disputa de Jesús en el Templo, datada en 1739 y obra de Francesco De Mura, mientras que en los pilares angulares de la pared frontal están representados San Juan Bautista y San Martín obispo, datados en torno a 1623 y obra también de Caracciolo. De nuevo a Finoglio se deben las extraordinarias representaciones en las lunetas de las paredes laterales de los Diez grandes fundadores de las órdenes religiosas, que tienen el objetivo de trazar una historia del monacato, todas datables a 1625-1626. En sentido horario están representados, desde la izquierda: San Domingo, fundador de la orden dominicana; San Bernardo, artífice de la expansión de los cistercienses; San Bruno, quien reunió en Champmol el primer núcleo de cartujos; San Agustín, fundador de la orden agustiniana; el profeta Elías, en quien se inspiraron los carmelitas; San Benito, fundador de los benedictinos y padre del monacato occidental; San Basilio, padre del oriental y fundador de la regla de san Basilio; San Romualdo, fundador de los camaldulenses; San Francisco de Paula, creador la Orden de los Mínimos; y por último San Francisco de Asís, fundador de los franciscanos. Los asientos o estalos de madera datados en 1627 situados en las paredes laterales se atribuyen a la obra de Orazio Orio y Carlo Bruschetta. Desde una puerta a la derecha de la sala se accede al coro de los conversos, mientras que la puerta en la pared del fondo conduce al salón.
El coro de los conversos, unido a la tercera capilla de la derecha de la iglesia, que albergaba antiguamente a los monjes que no recitaban misa y que se ocupaban de prestar servicios en el interior del complejo, presenta en la parte inferior, a lo largo de las paredes, veintiséis estalos de madera del 1520 realizados por Giovanni Francesco d'Arezzo y Maestro Prospero. El mobiliario estaba originalmente colocado en el coro de la iglesia, y posteriormente fue trasladado al coro de los conversos a principios del siglo XVII. En sus incrustaciones hay representaciones de los santos Hugo, Juan Bautista, Bruno y Jerónimo, Perspectivas paisajísticas, en las cuales se muestra el aspecto gótico originario de la cartuja, y Bodegones. En la franja superior de las paredes y en la bóveda hay frescos de Paisajes realizados entre 1638 y 1642 por Micco Spadaro, mientras que en una serie de nueve tapices falsos están representados los ciclos con las Historias de los cartujos y los Episodios del Antiguo y el Nuevo Testamento del mismo pintor. En el interior de la estancia hay por último un monumental lavabo de Cosimo Fanzago ejecutado en 1631 y un altar del siglo XVII sobre el cual está el retablo de Cesare Fracanzano de en torno a 1635 con San Miguel Arcángel.

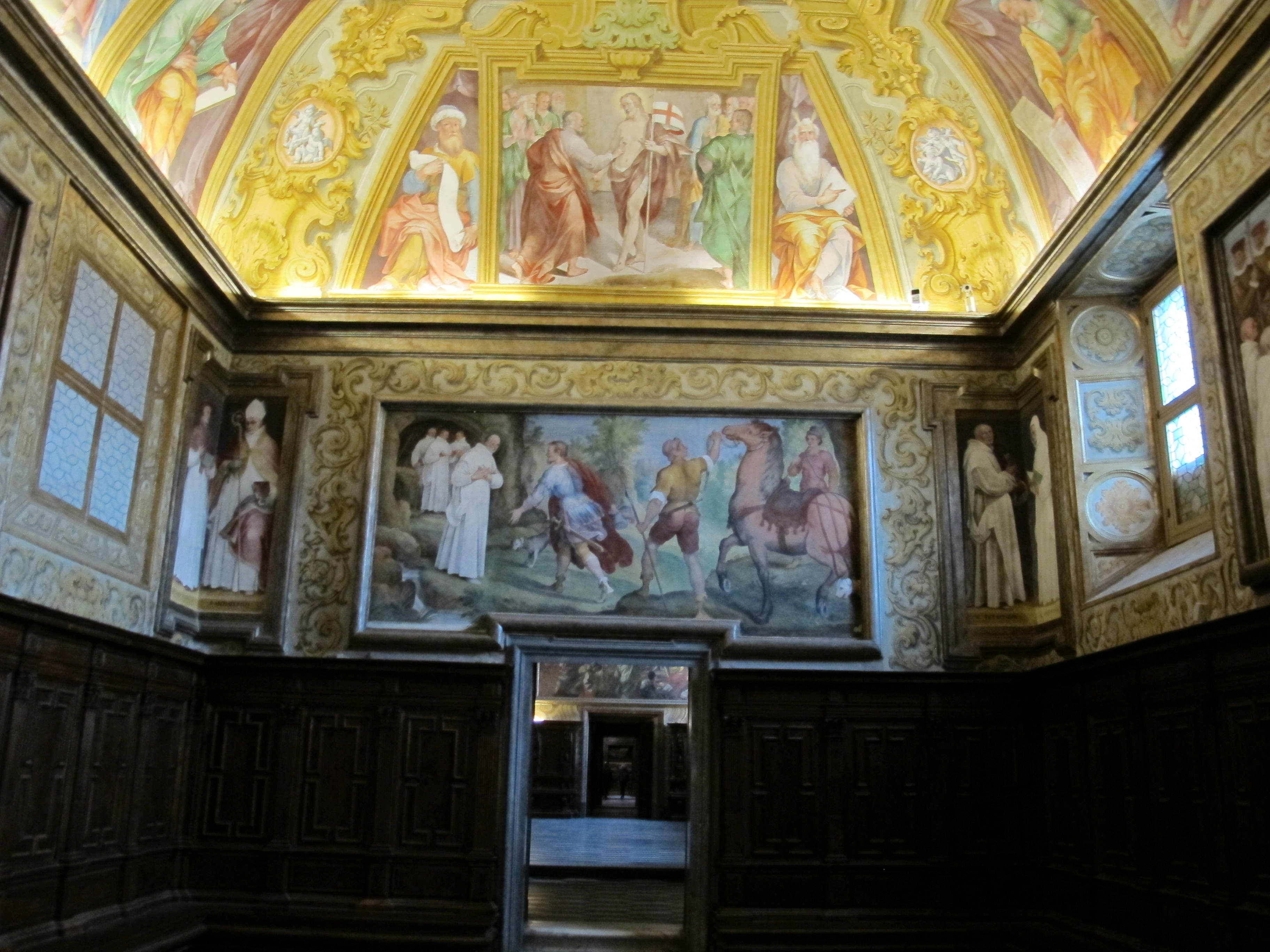
El salón.

Continuando desde la sala capitular, un pasadizo cuya bóveda está decorada con Historias de la infancia de Cristo y Virtudes de Bernardino Cesari y las paredes con los cuadros de la Flagelación de Cristo del mismo autor, la Predicación de san Juan Bautista en el desierto de Stanzione y la Visitación y la Presentación en el Templo de Flaminio Torelli, comunica con el salón, última habitación de esta ala de la iglesia.
El salón era originalmente el espacio dedicado a la recepción de visitas exteriores a la cartuja. Los frescos tardo-manieristas de la bóveda y de las paredes son de Avanzino Nucci del 1596: en el centro del techo está el Descenso del Espíritu Santo, y en los registros superiores de las dos paredes frontales hay dos episodios sobre la Pesca milagrosa, la Resurrección y la Incredulidad de santo Tomás, a cuyos lados están representados Profetas. En las cuatro esquinas de las paredes hay frescos de Santos priores de la orden cartuja y a lo largo de las dos paredes laterales las Historias de la vida de san Bruno: la Petición del santo a san Hugo, obispo de Grenoble, de concederle una ermita, la Aparición del santo a Roger el Normando, Roger el Normando agradeciendo al santo en las campañas de Squilace, y por último San Bruno arrodillado delante de Urbano II. Desde la pared frontal del salón se accede, bajando las escaleras que cortan transversalmente la salida, al claustro grande, y desde allí a las otras habitaciones del complejo religioso; subiendo estas mismas escaleras se llega a las plantas superiores de la cartuja.

#### Refectorio,chiostrinoy capilla de la Magdalena

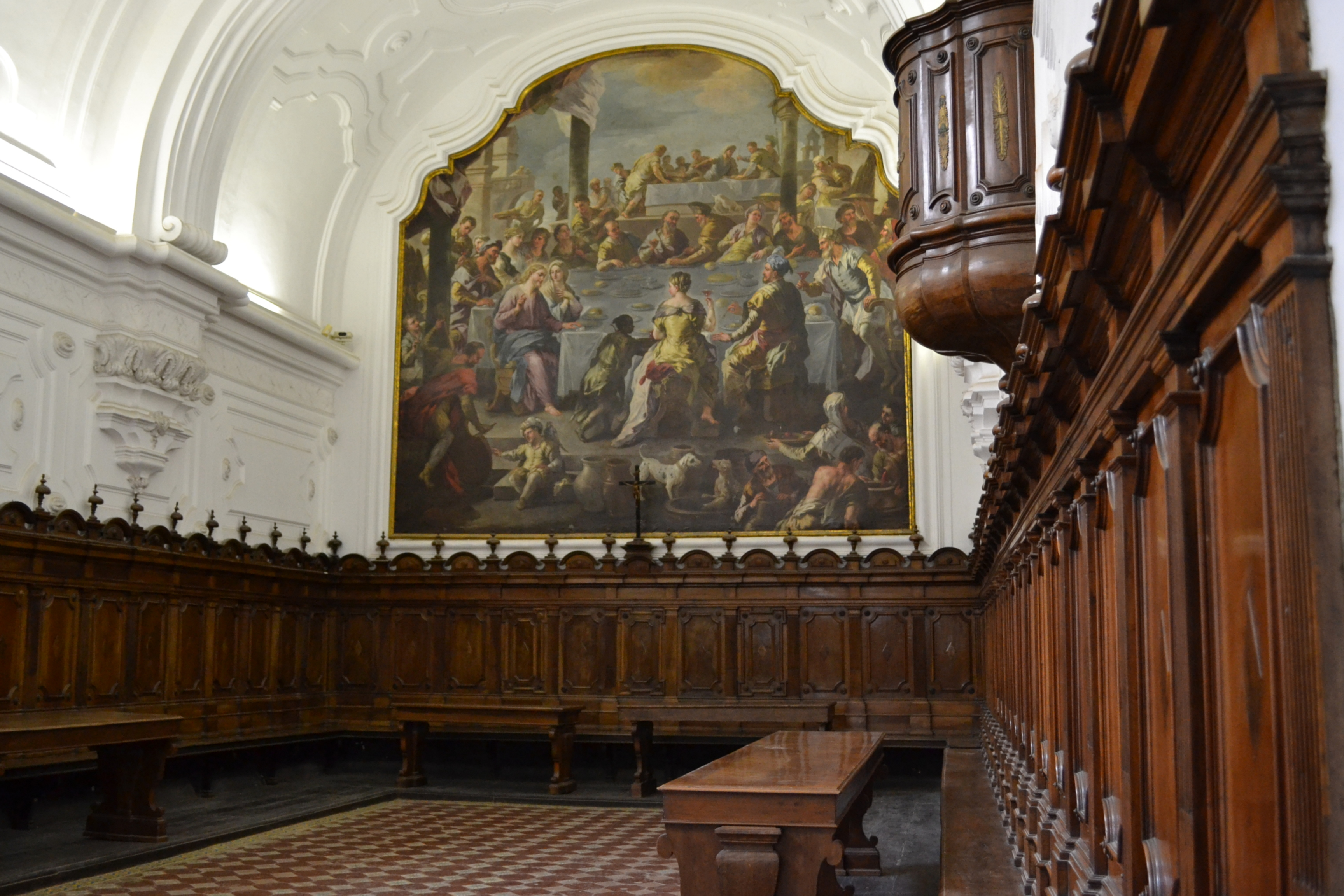
El refectorio.

El refectorio fue añadido en las remodelaciones del siglo XVIII que modificaron el complejo y era utilizado por los monjes como lugar de reunión con ocasión de fiestas religiosas, interrumpiendo así su condición de «aislados». La arquitectura de esta gran habitación se debe a Nicola Tagliacozzi Canale, que en 1724 completó su construcción. En la pared del fondo está el gran lienzo de Nicola Malinconico que representa las Bodas de Caná (1724), mientras que en las paredes laterales hay muebles del siglo XVIII; el pavimento de terracota y mayólica data del mismo siglo, al que pertenece también el sillón situado en la contrafachada, que proviene de los depósitos de la iglesia de Sant'Agostino alla Zecca.
Al lado del refectorio está el pequeño claustro (chiostrino), que data de la segunda mitad del siglo XVI y fue remodelado en el curso del siglo XVIII también por Canale, que se ocupó en esta ocasión de reutilizar algunos mármoles trabajados precedentemente por Cosimo Fanzago. El lavabo de mármol que decora una de las paredes fue iniciado por Fanzago y completado por Biagio Monte, y tiene de frente el busto en estuco de San Bruno, obra de Matteo Bottiglieri.
Desde el chiostrino, un pasillo conduce a la pequeña capilla de la Magdalena, decorada con trampantojos al fresco en las paredes y en la bóveda (en la que destaca la cúpula falsa) por Giovan Battista Natali en torno a 1725 y con un lienzo sobre el altar de Andrea Vaccaro que representa a la Magdalena (1636), considerada una de las mejores obras del pintor napolitano.

### Pasillo de Fanzago
Detrás de la iglesia de la cartuja, al lado del refectorio, se desarrolla el pasillo de Cosimo Fanzago, edificado durante las obras que dirigió el arquitecto bergamasco en el complejo en la primera mitad del siglo XVII. El pasillo, con forma de «L», une entre sí todas las habitaciones principales de la cartuja: la iglesia, el claustro de los procuradores, el claustro grande y el cuarto del prior.

### Claustros

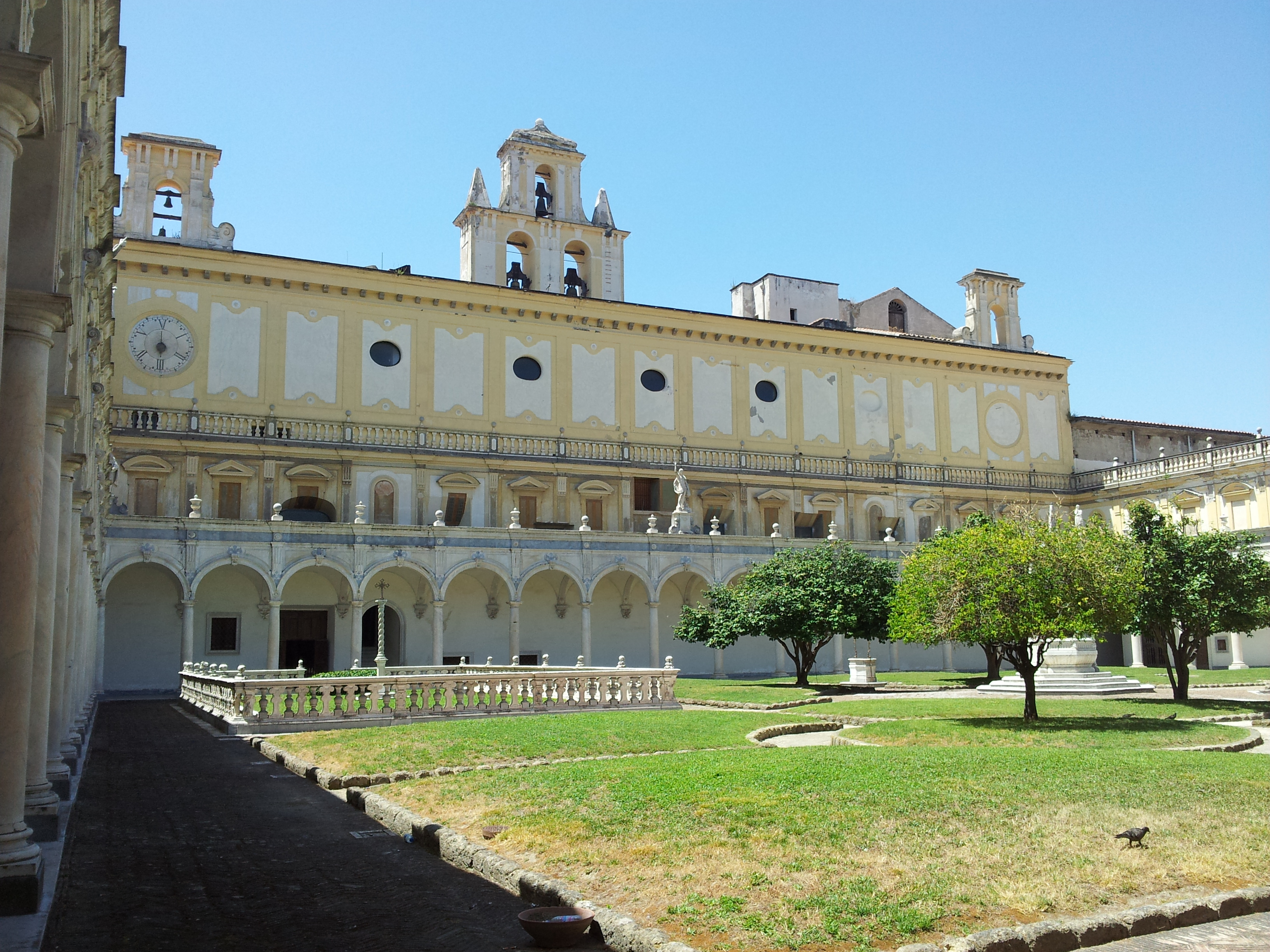
El claustro grande de Dosio.

Los claustros de la cartuja de San Martino son dos: el claustro de los procuradores y el claustro grande.
El claustro de los procuradores fue diseñado a partir de 1590 por Giovanni Antonio Dosio, que quiso realizar un espacio marcado por la sucesión de las arcadas que alternan el mármol blanco y el piperno, piedra gris de origen vesubiano. En el centro hay un pozo también de piperno obra de Felice De Felice datable entre 1605 y 1608. En las paredes del claustro hay epígrafes históricos, esculturas y escudos representativos de los barrios de la ciudad, trasladados a la cartuja durante la época del risanamento de Nápoles, momento en el que fueron eliminados de las calles.
El claustro grande fue proyectado también por Dosio sobre un preexistente claustro del siglo XIV; sin embargo, las obras fueron finalizadas posteriormente por Cosimo Fanzago. El arquitecto bergamasco realizó las medias lesenas en las esquinas del deambulatorio, cinco de los siete bustos sobre las puertas angulares que caracterizan las paredes y la barandilla barroca del cementerio del siglo XIV de los monjes, decorada con cráneos y huesos. En el orden superior del claustro hay ocho esculturas: el San Pablo y el San Juan Bautista de Giovan Battista Caccini, ambas del 1593, el Cristo resucitado de Michelangelo Naccherino, la Virgen de Giovan Battista Perasco y San Pedro, San Bruno, San Martín y la Magdalena, todas ellas de Fanzago. En el centro, por último, hay un pozo de mármol esculpido por Dosio en el 1578.

### Cuarto del prior

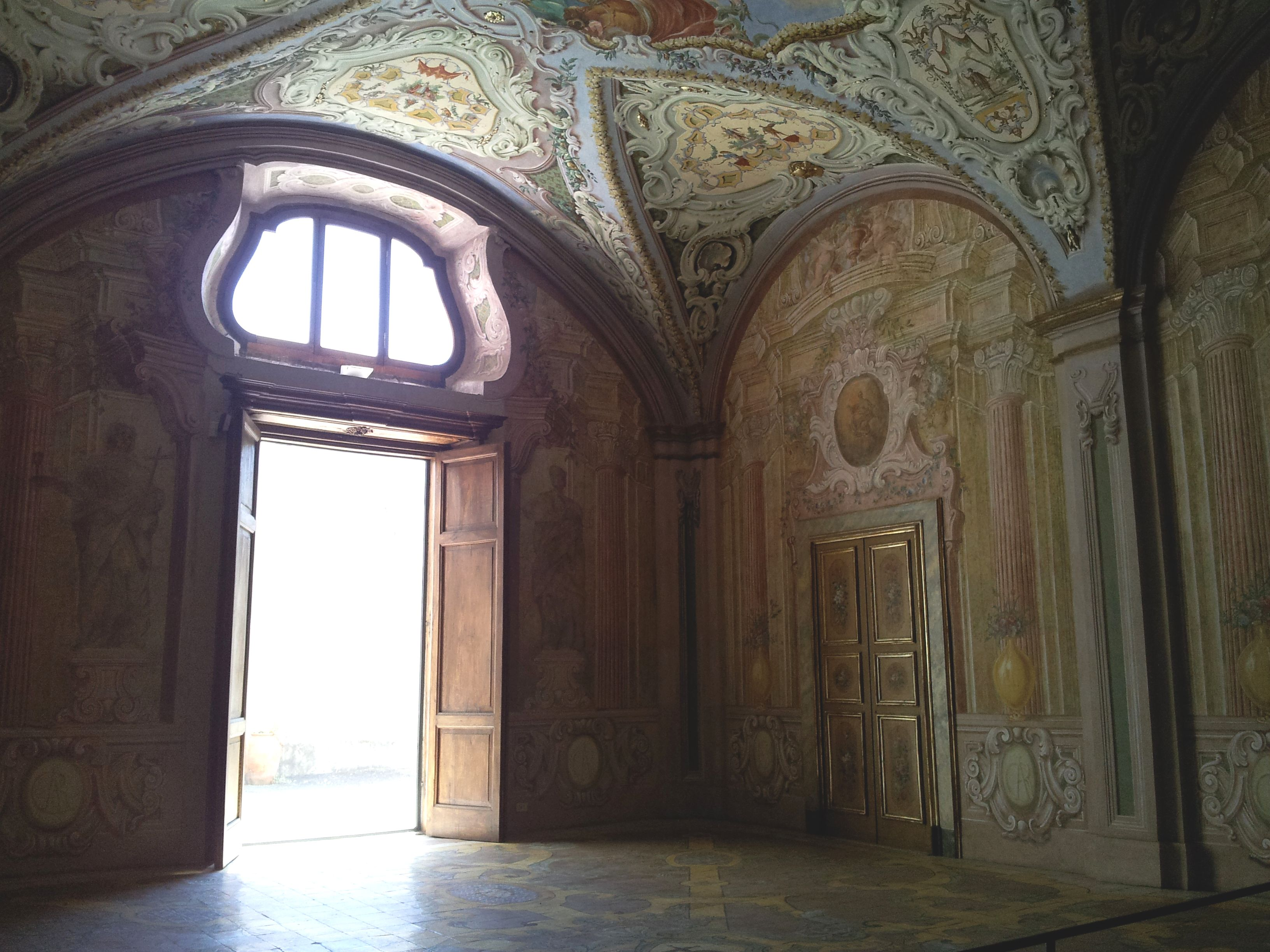
El vestíbulo de la biblioteca.

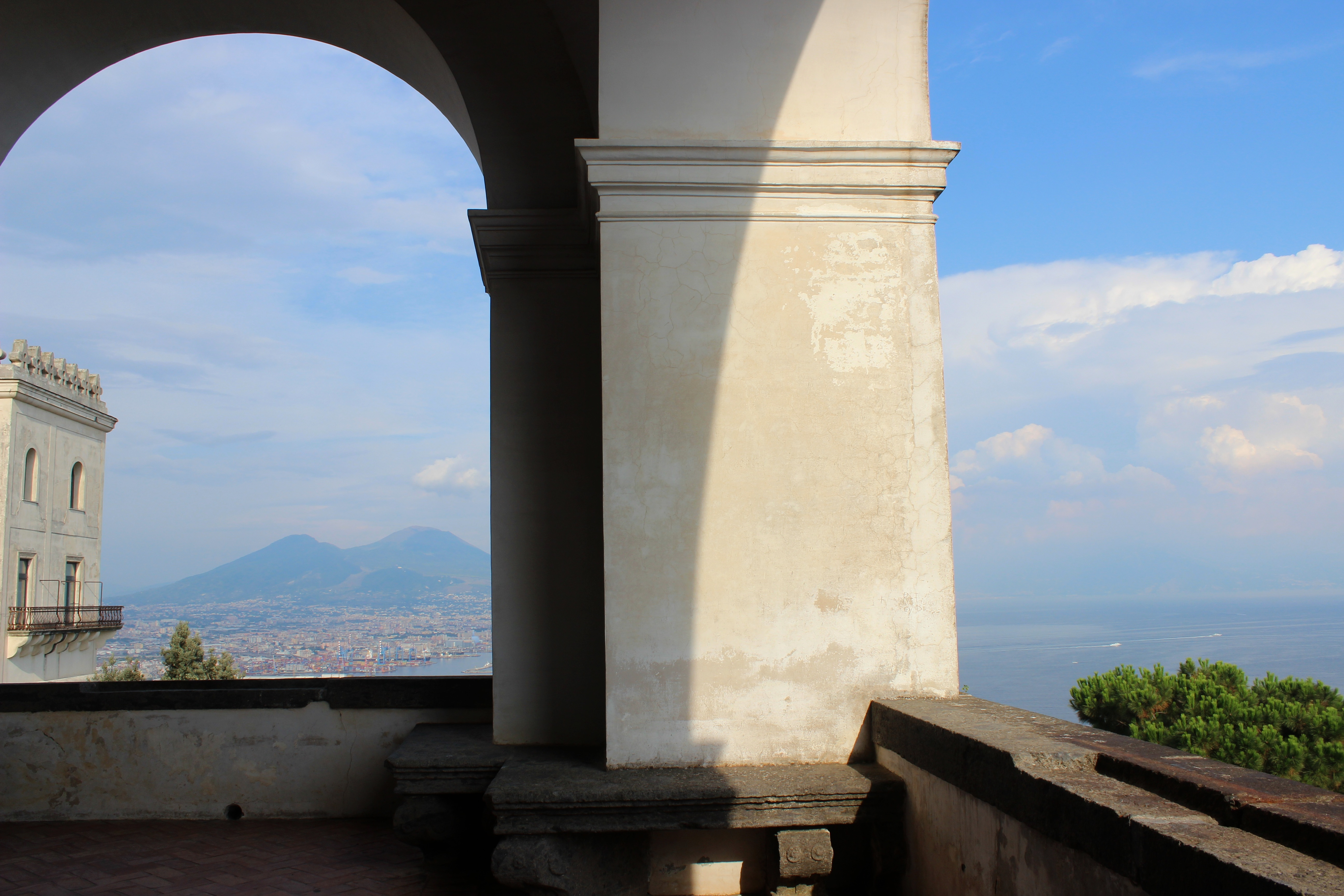
Vista de Nápoles desde la logia del cuarto del prior.

El cuarto del prior era el típico espacio de una cartuja destinado a la residencia del prior. Algunas de las salas del apartamento, como el antiguo estudio o la capilla privada, conservan todavía en sus paredes o bóvedas las decoraciones al fresco de Micco Spadaro, que realizó escenas de Paisajes y Santos. Entre las salas mejor conservadas destacan las dos ocupadas por la antigua biblioteca de la cartuja, donde además de los frescos se encuentra también el pavimento original de mayólica del siglo XVIII. La primera habitación, el vestíbulo, conserva el pavimento original de mayólica realizado por la fábrica de Giuseppe Massa, artista famoso por la ejecución de las mayólicas del claustro de las Clarisas de la Basílica de Santa Clara; en las paredes están pintados trampantojos al fresco, mientras que en el centro de la bóveda, decorada con chinerías realizadas en 1741, está el Triunfo de la Fe de Crescenzo Gamba. En la segunda sala, correspondiente a la biblioteca propiamente dicha, hay un pavimento del 1771 de Leonardo Chiaiese decorado en mayólica con la representación de un reloj de sol de Rocco Bovi, y en la bóveda decoraciones con motivos orientales que enmarcan dos frescos centrales también de Gamba en las respectivas dos salas que componen la biblioteca y que se suceden entre sí: en la primera está San Martín en la gloria, y en la segunda San Bruno recibiendo la regla cartuja.
Otras salas del cuarto en las que antiguamente se exponía la colección de cuadros de la cartuja, cuyas obras fueron dispersadas posteriormente, primero tras la expulsión de los cartujos por parte de los franceses en 1806 y posteriormente tras la unificación italiana del 1861, se utilizaron para exponer la actual colección de cuadros y esculturas de escuela napolitana de los siglos XVII y XVIII antiguamente expuestos en el interior del complejo o pertenecientes a la antigua colección, que cuenta con obras pictóricas de Pacecco De Rosa, Andrea Vaccaro, Battistello Caracciolo, Micco Spadaro y Massimo Stanzione, además de esculturas y monumentos fúnebres de Pietro Bernini y Girolamo Santacroce. Por último, algunas de estas habitaciones conservan todavía los frescos originales a lo largo de las paredes, como el oratorio del prior, donde están el Cristo muerto con un ángel de Spadaro y las Historias del Génesis y los Símbolos de Cristo, que se deben a un anónimo tardo manierista; las salas de la antigua colección de cuadros de la cartuja, donde hay Paisajes, un Bautismo de Cristo, las Historias de Salomón y una Vista de Nápoles con los fundadores de la cartuja Carlos de Calabria y Juana de Anjou; o la logia cubierta, donde hay Paisajes con santos ermitaños de Spadaro y Perspectivas falsas de Viviano Codazzi. La logia que caracteriza una esquina del cuarto del prior permite admirar la vista de todo el golfo de Nápoles.

### Farmacia
La farmacia se creó en torno al 1699 para ofrecer posibilidades curativas a los padres cartujos del complejo. La amplia sala, de forma rectangular, presenta una bóveda decorada al fresco con Putti alados, Virtudes y Alegorías y con un fresco en el centro de Paolo De Matteis que representa a San Bruno que intercede ante la Virgen por los enfermos. La sala está destinada actualmente a la exposición permanente de algunos jarrones históricos originales de la farmacia y de algunas piezas del Museo Nacional de San Martino, entre las que destaca el boceto del Cristo Velado de Antonio Corradini, que fue el punto de partida sobre el cual Giuseppe Sanmartino realizó su célebre escultura de la capilla Sansevero.

### Jardines colgantes

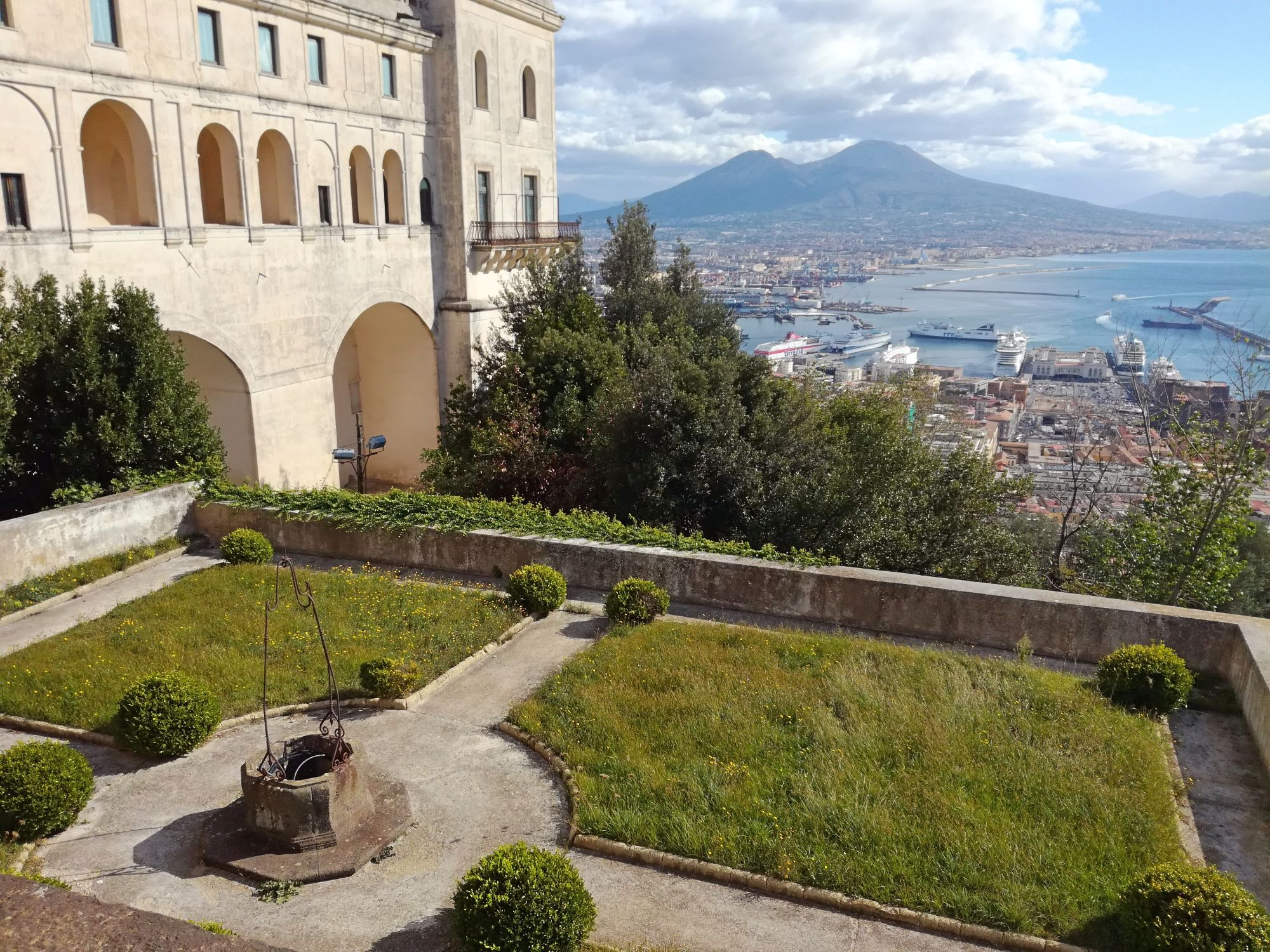
Vista de los jardines colgantes.

A través de una destacable escalera exterior a los apartamentos del prior obra de Cosimo Fanzago es posible acceder a los huertos de la cartuja, desde los cuales se puede disfrutar de nuevo del panorama del golfo de Nápoles. Además, en el muro de contención a lo largo del camino principal están indicadas las catorce estaciones del vía crucis.
Los jardines fueron restaurados en torno al 1970 y se caracterizan por el hecho de que están formados por varias terrazas o rellanos a diferente altura. Fueron construidos respetando el paisaje que los rodea y aprovechando completamente las potencialidades escenográficas, según la lógica del jardín barroco. La terraza superior es la más próxima al cuarto del prior y estaba destinada originalmente al cultivo de hierbas curativas para la farmacia de la cartuja; la terraza intermedia era el huerto del prior y está decorada con una pérgola del siglo XVIII; por último, las terrazas inferiores albergaban los viñedos de los monjes.

### Sótanos

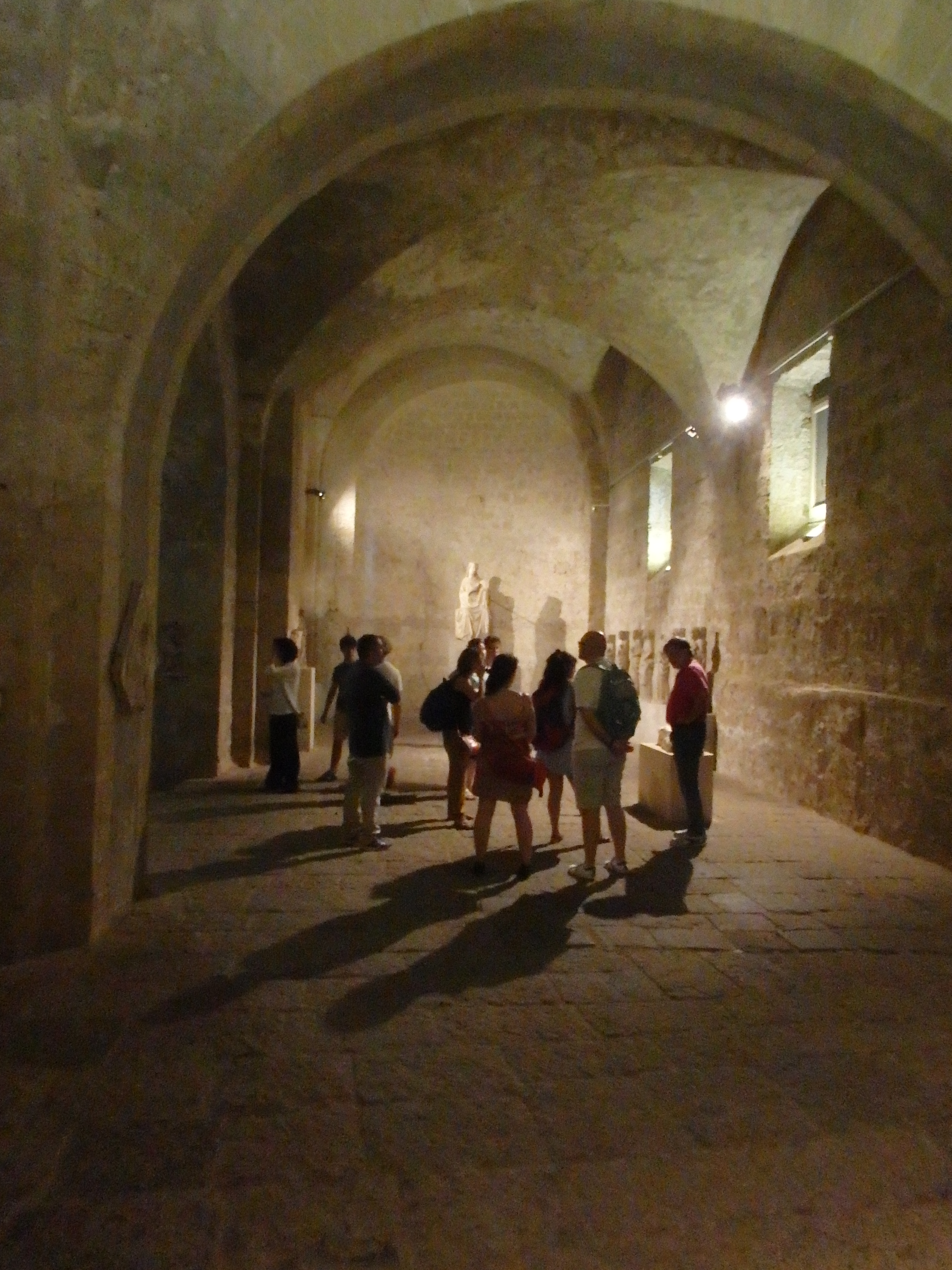
Los sótanos de la cartuja.

Debajo de la cartuja se desarrollan los cimientos originales del siglo XIV excavados en la colina. Las habitaciones constituyen una notable obra de ingeniería y se caracterizan por largos pasillos sobre los cuales hay una sucesión de pilares y bóvedas de más de quince metros de altura que sostienen la cartuja y albergan unas ciento cincuenta obras entre epígrafes y esculturas de los siglos XIII al XVII. Entre las obras principales pertenecen al taller de Camaino la estatua femenina atribuida a la persona de María de Valois, la Virgen con el Niño en el trono y el Sarcófago de Beatrice del Balzo; son del siglo XVIII la Velada de Angelo Viva y la escultura de mármol del San Francisco en éxtasis, obra de Giuseppe Sanmartino.

## Museo
En algunas salas del interior del complejo de la cartuja está el Museo Nacional de San Martino, que tiene el objetivo de relatar la historia de Nápoles desde la época borbónica hasta después de la unificación italiana.
El museo se compone de numerosas secciones situadas en diferentes salas de la cartuja, entre ellas en las habitaciones del cuarto del prior, en la farmacia, en el refectorio, en las habitaciones de los cartujos, en la antigua casa de huéspedes o en algunas salas de la segunda planta del claustro grande. Las secciones del museo son: la sala de los carruajes, la sección naval, la colección Orilia, la colección de cuadros de la cartuja (en el interior de las habitaciones del cuarto del prior, con obras pictóricas y escultóricas provenientes del complejo religioso), la sección de los pesebres, el museo dell'Opera (en el interior de las salas de la planta baja del claustro grande), la sección de los recuerdos e imágenes de la ciudad (en la planta baja y en la primera planta del claustro grande), la sección de las artes decorativas y la teatral (ambas en la primera planta de la cartuja), la colección Rotondo (en las habitaciones que dan hacia el patio interior) y por último el gabinete de grabados y dibujos (en la primera planta del edificio).
Entre las pinturas más importantes expuestas en el museo, sobresale una Piedad pintada por José de Ribera que gozó de gran fama en el siglo XVIII; Fragonard la copió en un dibujo luego difundido en grabado, y el marqués de Sade la juzgó más valiosa que todo el oro y plata guardados en la cartuja.